# Liste der Naturdenkmale in Friedewald (Hessen)
Die Liste der Naturdenkmale in Friedewald nennt die im Gebiet der Gemeinde Friedewald im Landkreis Hersfeld-Rotenburg in Hessen gelegenen Naturdenkmale.

## Naturdenkmale
| Bild            | Bezeichnung                             | Ortsteil, Lage                                 | Beschreibung           | Art       | Nr.     |
| --------------- | --------------------------------------- | ---------------------------------------------- | ---------------------- | --------- | ------- |
| Fotos hochladen | Eiche (Quercus)                         | Friedewald 50° 54′ 17,9″ N, 9° 53′ 25,8″ O     | Hammundeseiche         | Eiche     | 3632250 |
| BW              | Blutbuche (Fagus sylvatica f. purpurea) | Friedewald 50° 52′ 41,3″ N, 9° 51′ 5,8″ O      | Eine Buche (Blutbuche) | Blutbuche | 3632251 |
| BW              | Buche (Fagus sylvatica)                 | Hillartshausen 50° 51′ 16,7″ N, 9° 52′ 44,9″ O | Eine Buche             | Rotbuche  | 3632252 |
| BW              | Linde (Tilia)                           | Lautenhausen 50° 52′ 14,1″ N, 9° 53′ 34,1″ O   | Eine Linde             | Linde     | 3632254 |